# The Whisperer
"The Whisperer"es una canción de DJ y productor francés David Guetta, con la voz de su frecuente colaboradora, la cantante australiana Sia, tomada de su sexto álbum de estudio, Listen. Fue lanzado, junto con el álbum, el 24 de noviembre de 2014. La canción es una balada de piano, que cuenta con Sia en la voz, y se tomó nota de la canción como uno de los temas sobresalientes del álbum, debido a la falta de sintetizadores, o la producción electro house, el otro es "I'll Keep Loving You", que cuenta con Birdy y Jaymes Young, sin embargo, es una canción que cuenta con sintetizadores mínimos. La canción es la cuarta colaboración entre Guetta y Sia, siendo los otros un éxito comercial como "Titanium", otro éxito, pero no tan sobresaliente como el anterior, "She Wolf (Falling to Pieces)," y "Bang My Head", que se ofrece en Listen. Se ha disparado en las listas en Francia.

## Composición
La canción está compuesta de una melodía de piano fuerte, tambores, y la voz de Sia

## Listas

### Listas Semanales
| Lista (2014)   | Mejor posición |
| -------------- | -------------- |
| Francia (SNEP) | 96             |